# Tractat de delimitació marítima Cap Verd-Senegal
El Tractat de delimitació marítima Cap Verd-Senegal és un tractat internacional entre Cap Verd i el Senegal en el qual els dos estats acordaren la delimitació de la seva frontera marítima. El nom oficial del tractat és Tractat sobre la delimitació de la frontera marítima entre la República de Cap Verd i la República del Senegal.
El tractat va ser signat el 17 de febrer de 1993. La frontera establida pel text del tractat identifica una línia que travessa de nord a sud per aproximadament 150 nm. en set segments marítims definits per vuit punts específics de coordenades. El límit està a aproximadament de 9 nm. a 20 nm. a l'est d'una línia equidistant entre els dos territoris.